# Juliane Gramenz
Juliane Gramenz (* 17. Februar 1984 in Berlin) ist eine ehemalige deutsche Volleyballspielerin.
Sie spielte bis 2003 in der zweiten Bundesliga beim VC Olympia Dresden, dem Nachwuchsteam des Dresdner SC. Danach wechselte sie zum Bundesligisten VC 68 Berlin und nach dessen Insolvenz 2005 zum Bundesligaaufsteiger Köpenicker SC, wo sie bis 2007 spielte. Juliane Gramenz spielte auch auf einigen nationalen Turnieren Beachvolleyball. Ihre Hallenkarriere ließ sie in der Bayernliga bei der dritten Mannschaft der Roten Raben Vilsbiburg ausklingen.